# Bogotárall
Bogotárall (Rallus semiplumbeus) är en utrotningshotad fågel i familjen rallar inom ordningen tran- och rallfåglar som förekommer mycket lokalt i Colombia.

## Utseende och läte
Bogotárallen är en mycket ljudlig, medelstor rall. Den är skiffergrå från kind till buk, med ljus strupe och svarta flanker brett bandade i vitt. Ovan är den dovt olivbrun och svartstrimmig med dovt rostfärgade vingknogar. Tydligt röd näbb och röda ben och den grå undersidan skiljer den från andra liknande arter i området. Lätet är ett vasst och genomträngande piip samt ett snabbt och kort tjattrande när den är uppjagad.
Närbesläktade sydrallen skiljer sig genom mindre storlek, kortare näbb, vingar, ben och framför allt den mellersta tån. Den är mycket ljusare beige streckad ovan, med mer utbredd och regelbunden svart bandning på flankerna. Vidare är den mörkare på tygel och örontäckare och stjärten har tydliga beigefärgade kanter.

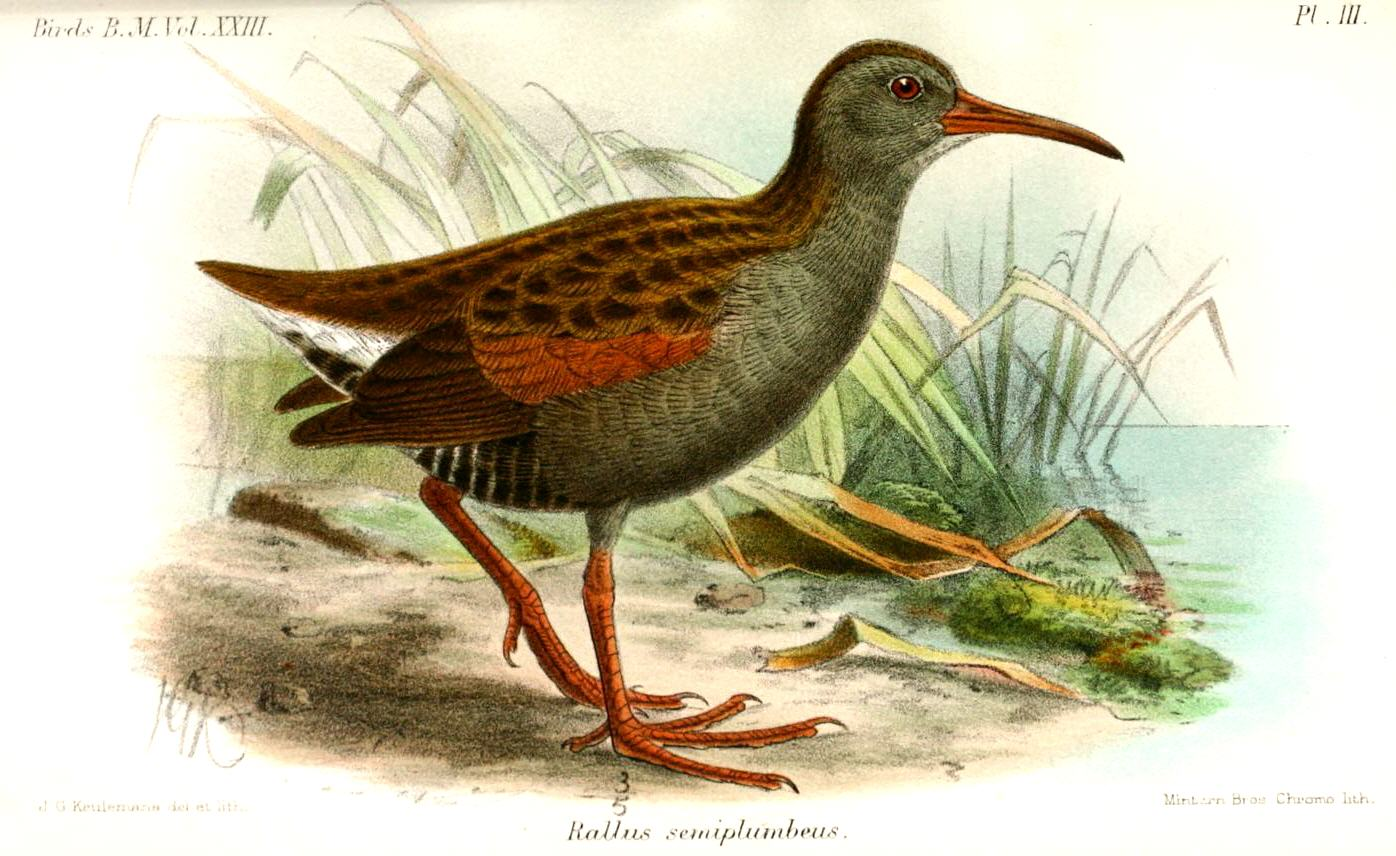
Bogotárall illustrerad 1894 av John Gerrard Keulemans.

## Utbredning och underarter
Bogotárall delas in i två underarter med följande utbredning:
- Rallus semiplumbeus semiplumbeus – förekommer i östra Anderna i Colombia (Boyacá och Cundinamarca)
- Rallus semiplumbeus peruvianus – ett fynd 1886 från okänd plats i Peru

Underarten peruvianus som endast är känd från typexemplaret kan utgöra en egen art. Den antas vara utdöd.
Ett obekräftat fynd av arten finns också från Ecuador.

## Ekologi
Bogotárallen förekommer i den tempererade zonen mellan 2 500 och 4 000 meter över havet i savann och våtmarker i páramo. Den verkar framför allt trivas i närheten av växtsläktet Typha samt Limnobium laevigatum och Eichornia crassipes. Den häckar troligen mellan juli och september. Huvudsakligen livnär sig den på vattenlevande ryggradslösa djur och insektslarver, men också maskar, mollusker, död fisk, grodor, grodyngel och växtmaterial.

### Häckning
Bogotárallen tros häcka mellan juli och september, baserat på fynd av ungar i juli och augusti samt tomma bon i oktober. Arten verkar vara revirhävdande och ha ett monogamt häckningsbeteende. Ungarna tas om hand av båda föräldrar.

## Status och hot
Bogotárallen har en begränsad utbredning och ett litet bestånd som uppskattas till endast 3 700 vuxna individer. Den tros också minska i antal på grund av habitatförstörelse. Den är därför upptagen på internationella naturvårdsunionen IUCN:s röda lista över hotade arter, där sedan 2021 kategoriserad som sårbar (VU), en nedgradering från starkare hotnivån starkt hotad (EN).